# آپیا (ریسارالدا)
آپیا (انگلیسی: Apía, Risaralda) نام شهری در کشور کلمبیا است.